# Go First

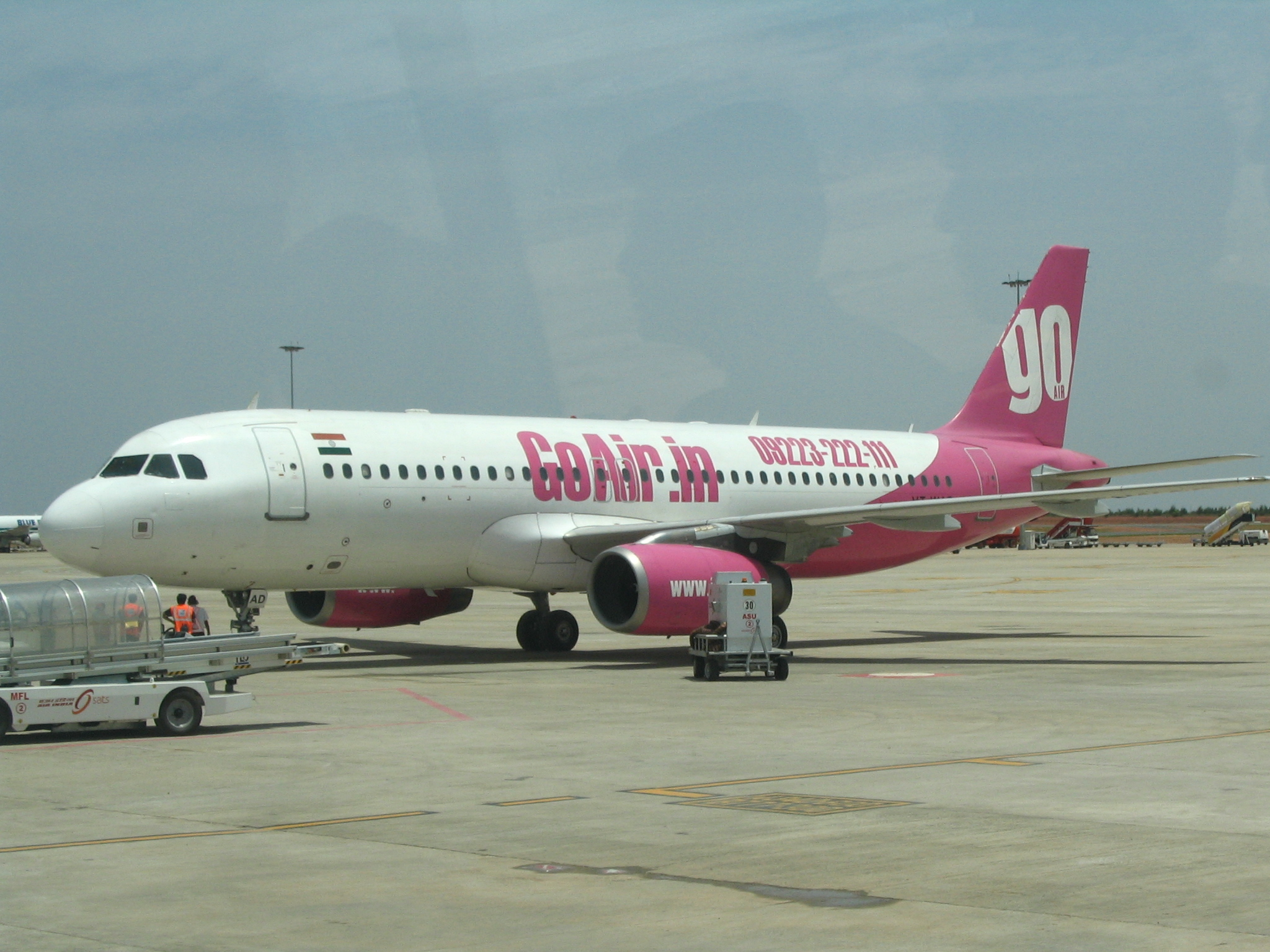
Un avión de Go Air en el Aeropuerto Internacional de Bangalore, con colores rosados.

Go First fue una aerolínea bajo coste con base en Bombay, India. Operaba vuelos de cabotaje de pasajeros a once ciudades con 385 vuelos semanales. Su base principal era el Aeropuerto Internacional Chhatrapati Shivaji, Bombay.

## Historia
La aerolínea fue fundada en junio de 2004. El 9 de junio de 2005 GoAir anunció su intención de iniciar sus operaciones en octubre de 2005 con una flota de veinte Airbus A320 alquilados. Sus vuelos iniciales serían en las zonas sur y oeste de India con los primeros nueve A320, mientras que los once aviones restantes serían añadidos al año siguiente. En aquel momento la aerolínea se encontraba negociando tanto con Airbus como con Boeing para adquirir entre veinte y cuarenta nuevos aviones, con el fin de cerrar un contrato a finales de 2005 y comenzar con las entregas en 2007. Comenzó a operar el 4 de noviembre de 2005. Un pedido por diez aviones de la familia Airbus A320 (con opción a diez más) fue anunciado en julio de 2006. GoAir anunció a mediados de enero de 2007 que tenía intención de vender parte de la compañía para continuar su plan de expansión con estos nuevos fondos así como mejorar la obtención de aeronaves A320 adicionales.
Go Air era propiedad de Wadia Group, la compañía de Bombay y propietario mayoritario de Bombay Dyeing y Britannia Industries. El 18 de enero de 2007, el director de GoAir Nusli Wadia fue descubierto llevando un revólver y balas a bordo de un vuelo de Air India a Dubái. Aunque no fue detectado por los escáneres de equipajes antes de su despegue, fue descubierta y confiscada antes de su aterrizaje en Dubái.
Las libreas de GoAir eran de colores verde, naranja, negro, azul y rosa.
El 3 de mayo de 2023 la aerolínea cesó todas sus operaciones debido a problemas de confiabilidad que afectaban a los motores Pratt & Whitney y que impulsaban su flota de Airbus. 

## Destinos
Los vuelos de GoAir operaban a los siguientes destinos en octubre de 2009:
India
- Assam
  - Guwahati - Aeropuerto Internacional Lokpriya Gopinath Bordoloi
- Chandigarh
  - Chandigarh - Aeropuerto de Chandigarh
- Delhi
  - Aeropuerto Internacional Indira Gandhi Hub
- Goa
  - Vasco da Gama - Aeropuerto Dabolim
- Gujarat
  - Ahmedabad - Aeropuerto Internacional Sardar Vallabhbhai Patel
- Jammu y Cachemira
  - Jammu - Aeropuerto de Jammu
  - Srinagar - Aeropuerto de Srinagar
- Karnataka
  - Bangalore - Aeropuerto Internacional de Bangalore
- Kerala
  - Cochin - Aeropuerto Internacional de Cochin
- Maharashtra
  - Bombay - Aeropuerto Internacional Chhatrapati Shivaji Hub
- Rajasthan
  - Jaipur - Aeropuerto de Jaipur
- Bengalí oeste
  - Siliguri - Aeropuerto Bagdogra

## Flota
La flota de Go First incluía las siguientes aeronaves en julio de 2023:
La edad media de la flota a julio de 2023 es de 5 años.